# Rolim de Moura
Rolim de Moura là một đô thị thuộc bang Rondônia, Brasil. Đô thị này có diện tích 1457,885 km², dân số năm 2007 là 48894 người, mật độ 33,54 người/km².